# Mikrosystém (akupunktura)
Mikrosystém (též replika, homunkulus nebo displej) je v akupunktuře projekce celého těla ve zmenšeném měřítku na různá místa povrchu těla. Podle některých autorů dokonce včetně meridiánů a akupunkturních aktivních bodů. Jehlovým zásahem do tělových bodů je potom možné léčit příslušné orgány a jejich choroby, analogicky celotělové akupunktuře. Jako první byl „objeven“ takový systém na povrchu ušního boltce v podobě malého člověka, homunkula, promítajícího se na boltec obráceně a v embryonálním držení (v aurikuloterapii). Podobné mikrosystémy byly popsány na dlani, chodidle (v reflexologii), obličeji, lebeční části hlavy, v ústech, na nosním hřbetu, na genitálu a dokonce i jednotlivé zuby mají mít přesné vztahy k jednotlivým vnitřním orgánům (v elektroakupunktuře dle Volla). Vpichem do aktivního bodu se mají povzbudit obranné síly organismu, normalizovat vnitřní prostředí a tím se má vyléčit choroba příslušného orgánu. Podle čínských indikačních seznamů lze zásahem na mikrosystému vyléčit choroby všech orgánových systémů, infekční choroby včetně malárie a tuberkulózy, furunklu, růže, zánětu slepého střeva atd., podle některých akupunkturistů dokonce i nádorová onemocnění.

## Neexistence mikrosystémů v akupunktuře
Představa o mikrosystémech nemá žádné opodstatnění. Nebyl podán žádný důkaz existence takových projekcí a ani experimentálně se nezdařilo jejich existenci prokázat. Dalším argumentem proti jejich existenci je to, že snad každý z akupunkturistů a léčitelů má zcela jinou představu o lokalizaci a rozměrech mikrosystémů, jak je patrno z jejich knižních publikací. Z biologického hlediska není pro existenci mikrosystémů žádný důvod, z embryologického hlediska nelze jejich vznik vysvětlit a z evolučního hlediska se nemohly vyvinout, protože neslouží žádnému účelu. Mikrosystémy, displeje zakreslované na povrchu těla jsou jen fantazií autora nebo kreslíře. Udávaná velikost bodů 0,2 mm vylučuje, aby se mohl bod jehlou s jistotou zasáhnout. Event. léčebný efekt, většinou jen zmírnění bolesti, lze vysvětlit, podobně jako při celotělové akupunktuře, placebovým efektem a reflexním působením. 